# Ahalkalaki
Ahalkalaki (izvorno ახალქალაქი) je grad u gruzijskoj južnoj pokrajini Samche-Džavahetija. Ime grada u prijevodu s gruzijskog jezika znači "novi grad". Oko 93,8% stanovništva grada, od ukupnog broja koji iznosi 8.295, su etnički Armenci (2014).
Povijest
Ahalkalaki je osnovan 1064. godine. U jedanaestom je stoljeću postao središte Džavahetije. U 16. stoljeće ulazi u sastav Otomanskog carstva. 1900. godine potres je uništio većinu grada i ubio oko 1000 ljudi. 
Prijevoz
U travnju 2005. godine potpisan je sporazum za gradnju nove željeznice koja će povezivati Tursku s Gruzijom i Azerbajdžanom.